# Fronteira Líbia–Tunísia
A fronteira entre a Líbia e a Tunísia é uma linha de 459 km de extensão, sentido norte-sul, que separa o noroeste da Líbia do território da Tunísia. No norte se inicia no litoral do Mar Mediterrâneo, vai para sul, depois sudoeste, sul, mais uma vez ao sudeste, até a tríplice fronteira Líbia-Tunísia-Argélia, próximo à cidade de Gadamés (Líbia).
Separa as municipalidades líbias de Nigatal Homs, Nalute, Gadamés de oito províncias tunisianas - desde Nabeul no norte até Tatauine, a maior das províncias, no extremo sul.
Essa fronteira se define junto com a história das duas nações no século XX. A Itália invadiu o território líbio, tomando o mesmo do Império Otomano em 1911, passando a colonizá-lo em 1934. Na Segunda Grande Guerra, expulsos os italianos, o país é dividido entre França e Reino Unido. A Tunísia foi colônia francesa desde 1881 e obteve sua independência em 1956. 